# Delaney Williams
Delaney Williams (Washington, 12 dicembre 1962) è un attore statunitense, noto per le interpretazioni del sergente Jay Landsman nella serie televisiva The Wire e dell'avvocato John Buchanan in Law & Order - Unità vittime speciali.

## Biografia
Attore principalmente televisivo, ha partecipato a molte serie, tra cui Homicide, Law & Order: Criminal Intent, Cold Case - Delitti irrisolti, Blue Bloods, The Punisher e Ray Donovan.

## Filmografia

### Cinema
- Contact, regia di Robert Zemeckis (1997) - non accreditato
- Pecker, regia di John Waters (1998)
- A Case Against Karen, regia di Randall Blair (1998)
- Falling to Peaces, regia di Matthew Grove (1999)
- A morte Hollywood (Cecil B. Demented), regia di John Waters (2000)
- Le riserve (The Replacements), regia di Howard Deutch (2000)
- Eat Me!, regia di Joe Talbott (2000)
- Head of State, regia di Chris Rock (2003)
- Squadra 49 (Ladder 49), regia di Jay Russell (2004)
- Red, regia di Trygve Allister Diesen e Lucky McKee (2008)
- Beneath the Harvest Sky, regia di Aron Gaudet e Gita Pullapilly (2013)
- Good Enough, regia di AnnaRose King (2016)
- Fishbowl, regia di Alexa e Stephen Kinigopoulos (2018)

### Televisione
- Homicide (Homicide, Life on the Street) - serie TV, 1 episodio (1998)
- The Corner - miniserie TV, 2 puntate (2000)
- Young Americans - serie TV, 1 episodio (2000)
- The District - serie TV, 1 episodio (2002)
- The Wire - serie TV, 45 episodi (2002-2008)
- West Wing - Tutti gli uomini del Presidente (The West Wing) - serie TV, 1 episodio (2003) - non accreditato
- Law & Order: Criminal Intent - serie TV, 1 episodio (2004)
- Cold Case - Delitti irrisolti (Cold Case) - serie TV, 1 episodio (2004)
- You Don't Know Jack - Il dottor morte (You Don't Know Jack), regia di Barry Levinson - film TV (2010)
- Law & Order - Unità vittime speciali (Law & Order: Special Victims Unit) - serie TV, 14 episodi (2010-2020)
- Veep - Vicepresidente incompetente (Veep) - serie TV, 1 episodio (2013)
- Blue Bloods - serie TV, 3 episodi (2016)
- Elementary - serie TV, 1 episodio (2017)
- Bull - serie TV, 1 episodio (2017)
- The Punisher - serie TV, 3 episodi (2017)
- Godless - miniserie TV, 2 puntate (2017)
- Ray Donovan - serie TV, 5 episodi (2018-2020)
- MacGyver - serie TV, 1 episodio (2020)
- We Own This City - Potere e corruzione (We Own This City) – miniserie TV, 6 puntate (2022)
- Evil – serie TV, episodio 4x06 (2024)

### Cortometraggi
- Welcome to Life, regia di Jowan Carbin (2004)
- Shattered Imperfection, regia di David Pepper (2006)
- Push, regia di Chris Beutler (2007)
- Raju, regia di Shiva Shankar Bajpai (2010)
- Night Call, regia di Amanda Renee Knox (2017)

## Doppiatori italiani
Nelle versioni in italiano delle opere in cui ha recitato, Delaney Williams è stato doppiato da:
- Roberto Draghetti in Cold Case - Delitti irrisolti, Ray Donovan (st. 7)
- Stefano De Sando in Law & Order - Unità vittime speciali (st. 15-21), Bull
- Roberto Stocchi in Law & Order - Unità vittime speciali (ep. 11x14, 11x22)
- Mino Caprio in The Wire
- Santo Versace in Law & Order: Criminal Intent
- Carlo Valli in Ray Donovan (st. 6)
- Gabriele Martini in The Punisher
- Saverio Indrio in Blue Bloods
- Stefano Alessandroni in We Own This City - Potere e corruzione
- Ambrogio Colombo in FBI: Most Wanted